# 吉田真澄
吉田 真澄（よしだ ますみ、12月18日 -  ）は日本の男性声優。以前は東京俳優生活協同組合に所属していた。青森県出身。

## 来歴
2006年、俳協ボイスアクターズスタジオ30期生。2007年に俳協所属。

## 人物
声種はバリトン。
特技はピアノ演奏、歌。趣味は音楽鑑賞、映画鑑賞、絵画鑑賞。

## 出演

### テレビアニメ
2011年
- 機動戦士ガンダムAGE（2011年 - 2012年、ザラムMS隊隊長、ザラム兵、ヴェイガン兵士）
- 銀魂（サチ子の兄）
- クレヨンしんちゃん（2011年 - 2012年、甘栗仮面、キャッチャー、男A、男D）
- ペルソナ4
- まじっく快斗（警官）

2012年
- アマガミSS+ plus（教官）
- GON -ゴン-（エース、オス象、サメ、イノシシ2、ゾウ、ウェッデルアザラシ、アザラシ、ジャックの手下、ワイポー）
- 戦国コレクション（歴史教師）
- もやしもん リターンズ（立花）

2014年
- ディスク・ウォーズ:アベンジャーズ（シールド小隊長）

### 劇場アニメ
- 図書館戦争 革命のつばさ（2012年）

### Webアニメ
- ケンガンアシュラ（2019年、蔵地駆吾[2]）

### ゲーム
- LORD of VERMILION（2008年）
- 拳闘士 フリフリボクシング（2009年）
- ポンジャン Wii（2009年）
- ファイナルファンタジーXIV（2010年、アシエン・ナプリアレス）
- The Elder Scrolls V: Skyrim（2011年、衛兵）
- Hitman: Absolution（2013年）
- 白猫プロジェクト（2018年、埋葬者[3]）

### 吹き替え

#### 映画
- シャーロック・ホームズ シャドウ ゲーム（レネイ〈ローレンス・ポッサ〉）

#### テレビドラマ
- CSI:科学捜査班 シーズン8
- 特殊能力捜査官ペイン

#### アニメ
- アベンジャーズ 地球最強のヒーロー（ヘンリー・ピム/アントマン）

### ラジオドラマ
- 餓島ふたたび（若き一郎）

### ナレーション
- 怪物くん
- NIKKEI×BS LIVE 7PM

### ボイスオーバー
- ザ・ベストハウス123
- 真相報道 バンキシャ!
- 世界ふれあい街歩き